# Озел
Озел (фр. Auzelles) насеље је и општина у централној Француској у региону Оверња, у департману Пиј де Дом која припада префектури Амбер.
По подацима из 2011. године у општини је живело 349 становника, а густина насељености је износила 10,44 становника/km². Општина се простире на површини од 33,42 km². Налази се на средњој надморској висини од 730 метара (максималној 1.064 m, а минималној 449 m).

## Демографија
| 1962. | 1968. | 1975. | 1982. | 1990. | 1999. | 2011. |
| ----- | ----- | ----- | ----- | ----- | ----- | ----- |
| 552   | 465   | 390   | 328   | 325   | 331   | 349   |

График промене броја становника у току последњих година